# Mellinus
Genre
Mellinus est un genre d'insectes hyménoptères de la famille des crabronidés.
Remarque taxonomique : d'après EOL, le genre Mellinus est placé dans la famille des Crabronidae (ou dans celle des Sphecidae selon Paleobiology Database).

## Liste d'espèces européennes
- Mellinus arvensis (Linnaeus, 1758)
- Mellinus crabroneus (Thunberg, 1791)